# Lingrundet
Lingrundet är öar i Finland. De ligger i Skärgårdshavet eller Norra Östersjön och i kommunen Kimitoön i landskapet Egentliga Finland, i den sydvästra delen av landet. Öarna ligger omkring 74 kilometer söder om Åbo och omkring 140 kilometer väster om Helsingfors. Lingrundet ligger 3 meter över havet.
Arean för den av öarna koordinaterna pekar på är 0,8 hektar och dess största längd är 170 meter i öst-västlig riktning.